# Károly Zsák
Károly Zsák (Budapest, 30 d'agost de 1895 - Budapest, 2 de novembre de 1944) fou un futbolista hongarès de la dècada de 1910.
Fou internacional amb la selecció d'Hongria, amb la qual disputà els Jocs Olímpics d'Estiu de 1912 i als de 1924.